# Edward Janssens
Pour les articles homonymes, voir Janssens.
Edward Janssens dit Ward Janssens (né le 18 janvier 1946 à Londerzeel) est un coureur cycliste professionnel belge.

## Palmarès
- 1968
  - 1re étape du Tour d'Autriche

- 1969
  - 3e du Tour du Condroz
  - 3e du Vaux Grand Prix

- 1971
  - 2e du Grand Prix de la ville de Zottegem
  - 3e du Grand Prix Flandria
  - 3e du Grand Prix Jef Scherens
  - 7e du Tour de Suisse

- 1973
  - 4e étape du Tour de Belgique
  - 6eb étape du Tour d'Espagne (contre-la-montre par équipes)
  - Grand Prix Beeckman-De Caluwé

- 1974
  - 6eb étape du Tour de France (contre-la-montre par équipes)

- 1975
  - Leeuwse Pijl
  - 8e du Tour de Suisse
  - 9e du Tour de France

- 1976
  - 2e du Circuit Mandel-Lys-Escaut

- 1977
  - 7eb étape du Tour de France (contre-la-montre par équipes)

## Résultats sur les grands tours

### Tour de France
7 participations
- 1969 : 40e
- 1971 : 75e
- 1972 : 10e
- 1974 : 22e, vainqueur de la 6eb étape (contre-la-montre par équipes)
- 1975 : 9e
- 1977 : 17e, vainqueur de la 7eb étape (contre-la-montre par équipes)
- 1978 : 16e

### Tour d'Italie
3 participations
- 1973 : 32e
- 1974 : 34e
- 1976 : 27e

### Tour d'Espagne
3 participations
- 1970 : 44e
- 1971 : abandon
- 1973 : 25e, vainqueur de la 6eb étape (contre-la-montre par équipes)